# 兰斯主战坦克
兰斯主战坦克（西班牙語：Lince，意为“猞猁”）是西班牙20世纪80年代开始研制的一种主战坦克。1984年初西班牙陆军提出需要装备约400～800辆新的50吨级的主战坦克以取代和补充现役的M47巴頓和M48巴顿等旧式坦克。为此多家厂商纷纷投标。兰斯主战坦克是联邦德国克劳斯-玛菲·威格曼公司为西班牙专门设计的，它实际上是豹2型坦克的缩小型，具有相当的火力、机动性和防护，比豹2轻6t，符合50吨级的要求。最終蘭斯主戰坦克計畫被終止。